# Gleichnis vom Feigenbaum ohne Früchte

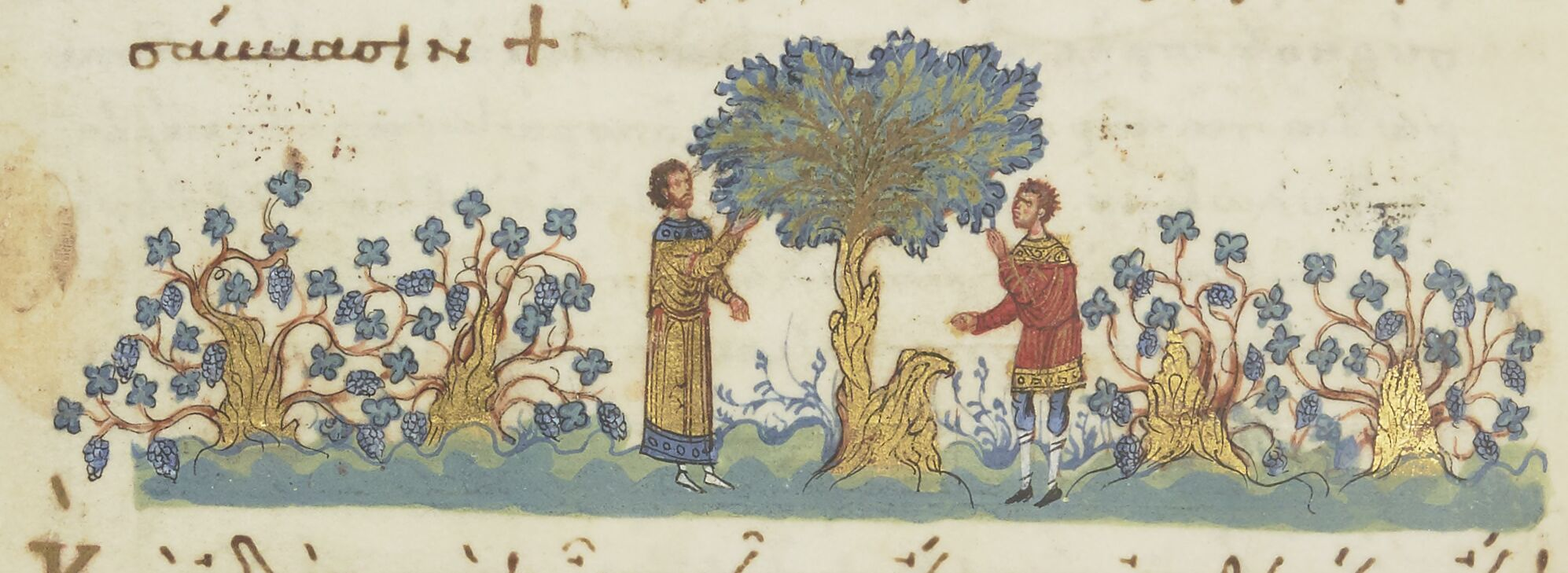
Illustration im Codex Parisinus Graecus 74 (12. Jh.).

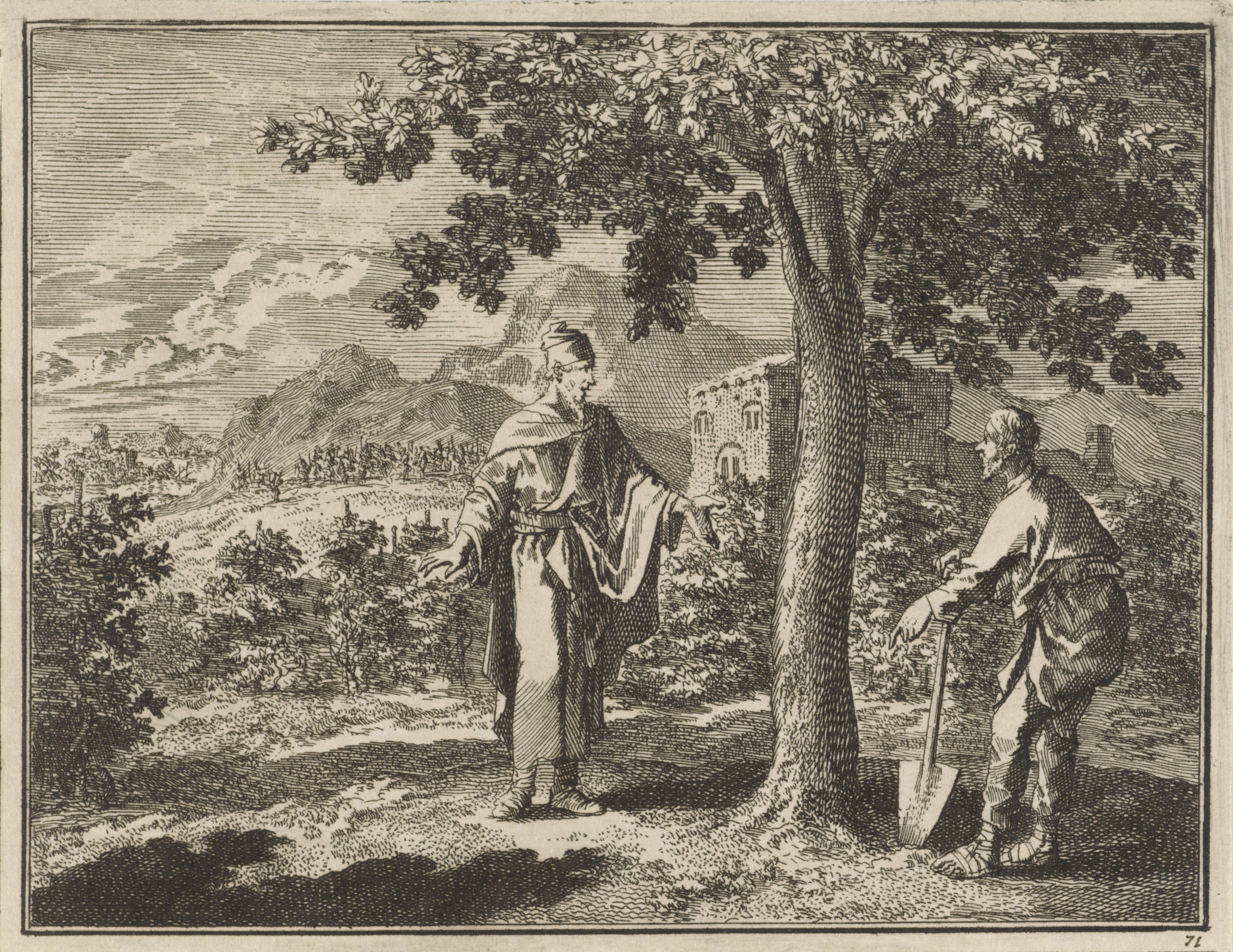
Jan Luyken: Das Gleichnis vom unfruchtbaren Feigenbaum (1712)

Das von Jesus von Nazaret erzählte Gleichnis Vom Feigenbaum ohne Früchte handelt von einem Weinbergsbesitzer, der auf dem Weinberg einen fruchtlosen Feigenbaum hat, und seinem Gespräch mit dem Weingärtner. Das Gleichnis wird nur im Evangelium nach Lukas überliefert und gehört somit zum lukanischen Sondergut. Es ist nicht zu verwechseln mit dem Gleichnis vom Feigenbaum und der Verfluchung des Feigenbaums.

## Wortlaut
Das Gleichnis lautet wie folgt:

„6 Und er erzählte ihnen dieses Gleichnis: Ein Mann hatte in seinem Weinberg einen Feigenbaum; und als er kam und nachsah, ob er Früchte trug, fand er keine. 7 Da sagte er zu seinem Weingärtner: Jetzt komme ich schon drei Jahre und sehe nach, ob dieser Feigenbaum Früchte trägt, und finde nichts. Hau ihn um! Was soll er weiter dem Boden seine Kraft nehmen?
8 Der Weingärtner erwiderte: Herr, lass ihn dieses Jahr noch stehen; ich will den Boden um ihn herum aufgraben und düngen. 9 Vielleicht trägt er doch noch Früchte; wenn nicht, dann lass ihn umhauen.“

Dem Gleichnis geht eine Mahnung zur Umkehr voraus, die im Vers unmittelbar vor der Gleichniserzählung gipfelt: „Ihr alle werdet genauso umkommen, wenn ihr euch nicht bekehrt“ (Lk 13,5 ).

## Deutungsansätze
Die Gleichnisgeschichte beschreibt eine Dreierkonstellation: der Weinbergsbesitzer, der Früchte erwartet, der Weingärtner, der den Baum noch ein Jahr pflegen will, und der Feigenbaum, der nicht die erwartete Frucht bringt. Ob der Baum die gewünschten Früchte brachte und er somit nicht umgehauen wird, wird in dem Gleichnis nicht erwähnt.

### Allegorische Deutung

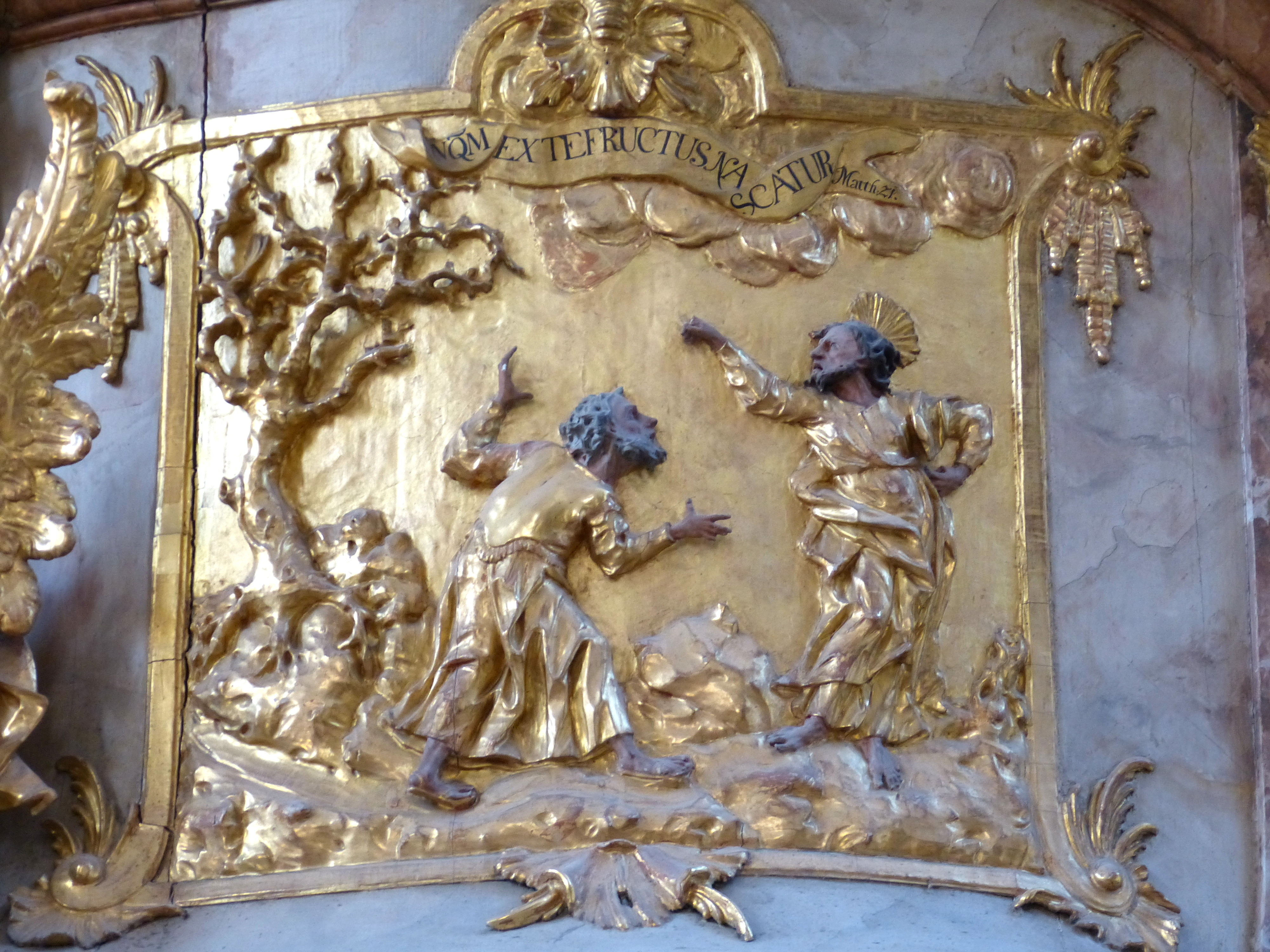
Gleichnis vom unfruchtbaren Feigenbaum als Aufforderung zur Buße an der Kanzel (1748) der Klosterkirche Aldersbach (Niederbayern)

In einem allegorischen Deutungsansatz steht der Weinbergsbesitzer für Gott. Der Weingärtner und der Feigenbaum wird uneinheitlich als Israel interpretiert.

### Weitere theologische Deutungen
Der Theologe Joachim Jeremias sieht folgende Kernaussage in dem Gleichnis: Gottes Barmherzigkeit ging bis zur Aufhebung des schon gefassten Strafentschlusses; der Weingärter will (durch das Düngen) „Unmögliches tun, das Letztmögliche versuchen“.

## Liturgische Verwendung
Die Perikope Lukas 13,1–9  wird nach katholischer Leseordnung am dritten Fastensonntag des Lesejahrs C sowie am Samstag der 29. Woche im Jahreskreis gelesen.
In der evangelischen Perikopenordnung ist Lukas 13,1–9 das Evangelium des Buß- und Bettags und Predigttext der Reihe I für diesen Tag.